# Kostel svatého Havla (Úhošťany)
Kostel svatého Havla je římskokatolický kostel zasvěcený svatému Havlovi v Úhošťanech v okrese Chomutov. Od roku 1963 je chráněn jako kulturní památka. Kostel, jehož současná podoba vychází z barokních úprav ve druhé polovině 18. století, stojí v severní části vesnice na rozcestí silnice z Kadaně do Brodců a do Kojetína. Hřbitov okolo kostela se používal až do roku 1861.

## Historie
Kostel v Úhošťanech vznikl na počátku 14. století a v roce 1352 je uváděn v seznamech papežských desátků. Během husitských válek byl těžce poškozen a obnovy se dočkal až ve druhé polovině 15. století. Věž v jižním průčelí byla přistavěna až v roce 1626 a úpravami prošla ještě v letech 1726 a 1891. V letech 1772 až 1775 proběhla barokní přestavba a sakristie byla přistavěna až v roce 1782. Ve druhé polovině 20. století kostel nebyl udržován a zchátral. Opravy započaly až v roce 1999 obnovou krovu a střechy, později byla opravena podlaha z pískovcových desek a ubourány opěrné pilíře na jižní straně.
Duchovní správci kostela jsou uvedeni na stránce: Římskokatolická farnost Úhošťany; od roku 2013 na stránce: Římskokatolická farnost – děkanství Kadaň.

## Popis
Kostel je obdélný, jednolodní s presbytářem a sakristií na východní straně. Původní vstup do kostela býval ve zdi v místech, kde stojí věž. Dnes je kostel přístupný ze západní strany malou předsíní zaklenutou plackovou klenbou. Průčelí předsíně je zdobeno pilastry a nad dveřmi je umístěn znak města Kadaně. Začíná v ní schodiště na západní dřevěnou oratoř. Další oratoř u jižní zdi kostelní lodi je přístupná točitým schodištěm ve věži. Plochostropou kostelní loď osvětlují velká oblouková okna. Presbytář je vydlážděn přírodními placáky a v jeho jižní zdi je zasazen malý sanktuář. Sakristie je zaklenuta křížovou klenbou s hřebínky. Okénko v severní zdi má pískovcové ostění a chrání ho esovitá kovaná mříž. Vstup do sakristie z jižní strany je zazděný. Věž v jižním průčelí má bedněné zvoniční patro a je zastřešena routovou střechou s trojúhelníkovými štíty. Střechu ukončuje osmiboký sanktusník se špicí.

## Vybavení
Vnitřní vybavení kostela je pseudorománské. Zachovala se barokní křtitelnice z roku 1699, socha svatého Vojtěcha z první poloviny 18. století v presbytáři a socha Panny Marie z roku 1727 v chrámové lodi. Zvon ve věži pochází z roku 1575. Součástí oltáře bývala gotická socha Madony z období 1380–1400, která je uložena v Oblastním muzeu v Chomutově.
Ve věži je umístěn hodinový kyvadlový stroj z počátku 17. století. Býval natahován klikou jednou denně a poháněl ciferník na jižním průčelí bedněného patra věže. K odbíjení hodin sloužil bronzový cimbál umístěný spolu s malým zvonem v Lucerně.

## Okolí kostela
Zrušený hřbitov okolo kostela je obehnán částečně dochovanou hřbitovní zdí. Na západní straně kostela stávala fara zbořená v roce 1974. V jeho severní části roste Úhošťanská lípa chráněná jako památný strom. Na návsi pod kostelem stojí sousoší Panny Marie Immaculaty se svatým Floriánem a svatým Šebestiánem z roku 1717. Severovýchodně od kostela, u domu čp. 63, stojí boží muka a na západní straně roste u silnice památný strom Svatohavelská lípa.